# Granada en los Juegos Paralímpicos de París 2024
Granada estuvo representada en los Juegos Paralímpicos de París 2024 por dos deportistas, un hombre y una mujer. El equipo paralímpico granadino no obtuvo ninguna medalla en estos Juegos.